# Пашков Володимир Васильович
Володимир Васильович Пашков (нар. 14 грудня 1953) — проросійський український політичний діяч. Колишній доктор філософських наук (позбавлений цього ступеню), доцент. У 2006—2016 роках — ректор Запорізького обласного інституту післядипломної освіти (звільнений).

## Життєпис
Народився в с. Поріччя Уссурійського краю в Росії. У 1974—1976 проходив службу в Радянській армії. 1983 року закінчив філософський факультет Ленінградського університету. У лютому 1990 року захистив кандидатську дисертацію на філософському факультеті МДУ. Працював на кафедрі філософії Індустріального інституту та Інституту економіки та інформаційних технологій у Запоріжжі.
2001 року очолив Запорізьке регіональне відділення «Російського філософського товариства».
З 2001 по 2006 роки був начальником відділу зв'язків з громадськістю «Мотор Січ».
28 лютого 2013 року захистив дисертацію на здобуття наукового ступеня доктора філософських наук зі спеціальності 09.00.10 «Філософія освіти», але 24 лютого 2016 року був позбавлений цього звання після того, як виявилось, що докторська робота частково скопійована з наукової роботи науковця Світлани Степанової. Сам Пашков на розгляд справи про плагіат не приходив.
Працював ректором Запорізького обласного інституту післядипломної освіти. Пашкова з цієї посади кілька разів пропонували звільнити, але він блокував роботу комісії з перевірки, тож остаточно прав керування навчальним закладом його було позбавлено 5 жовтня 2016-го у зв'язку з закінченням п'ятилітнього терміну його контракту.

### Сім'я
Одружений. Дружина – Пашкова Віра Африканівна. Дочка — Пашкова Людмила Володимирівна. Онук — В'ячеслав.

## Політична діяльність
З 2010 року депутат Запорізької обласної ради 6-го скликання за списком Партії регіонів, член комісії з питань законності, боротьби з корупцією, регламенту, депутатської діяльності та депутатської етики, прав людини, інформації та свободи слова.
У 2006—2010 рр. — депутат Запорізької обласної ради 5-го скликання (за списком Партії регіонів), член Президії, голова постійної комісії з питань прав людини, інформації та свободи слова, заступник голови фракції Партії регіонів.

## Антиукраїнська діяльність
Багаторазово очолював проросійські організації, що пропагували «цінності руського світу», готуючи ідеологічне підґрунтя внутрішнього сепаратизму.
У 1999 році створив та був обраний головою відділення ВГО «Руський рух України» (рос. Русское движение Украины) в Запорізькій області. У 2001 році очолив обласну організацію політичної партії «За Русь єдину», пізніше перетворену в партію Руський Блок, діяльність якої 2013 року була заборонена.
У 2004 році в Москві на I-му Форумі лідерів молодіжних організацій російських співвітчизників був обраний головою Правління Міжнародної асоціації молодіжних організацій російських співвітчизників (МАМОРС). Є членом президії Міжнародної Ради російських співвітчизників (МСРС), членом Ради Собору народів Білорусі, Росії, України, головою Запорізької регіональної організації Собору.
З 2009 року співголова Верховної ради Всеукраїнської громадської організації «Російська співдружність».

## Нагороди
- 2006 — Національним комітетом громадських нагород РФ нагороджений орденом Петра Великого I ступеня,
- 2007 — орден Ломоносова.
- 2007 — орден УПЦ МП великомученика Георгія Побідоносця.
- 2010 — медаль «за заслуги перед Запоріжжям»
- 2013 — орден «За заслуги перед Запорізьким краєм» III ступеня.